# 弗雷德里克·弗利特
弗雷德里克·弗利特（英語：Frederick Fleet，1887年10月15日—1965年1月10日），是英格蘭海員，也是英國皇家郵輪鐵達尼號瞭望員。1912年4月14日，他是第一個在鐵達尼號看見冰山的人，他敲響了警鐘並以電話通知艦橋：「冰山，就在正前方！」
弗利特在接下來的調查中作證說，如果他和另一位瞭望員雷金納德·李有雙筒望遠鏡的話：「我們本可以早點看到它（冰山）」。當被問及可以提前多久發現冰山時，他回答說：「你知道，足以讓他們避開」。在從災難中生還後的生活中，弗利特患有嚴重的憂鬱症，1965年1月自縊身亡。

## 生平

### 早年生活和海事生涯
1887年10月15日，弗利特出生在利物浦。他是私生子，從未見過他的父親，而他的母親在1890年遺棄了弗利特之後，與從事眼鏡製造的男友一起前往美國麻薩諸塞州春田市，此後從未見過弗利特。弗利特是在一系列孤兒院、寄養家庭和遠房親戚撫養下長大的。1903年，16歲的弗利特成為航海學徒，朝著幹練水手的目標邁進。在成為鐵達尼號的船員之前，他已經航行了四年多，但是沒當過瞭望員。1908年，他開始在海洋號上工作。作為一名海員，弗利特月薪是5英鎊，外加5先令的瞭望津貼。1912年4月，弗利特與其他五名瞭望員一起加入鐵達尼號的船員部門。

### 擔任鐵達尼號瞭望員

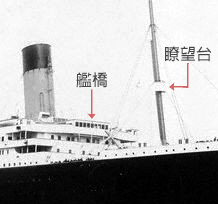
鐵達尼號的艦橋和桅杆瞭望台。

1912年4月10日，鐵達尼號的首次載客從南安普敦出發，然後在法國瑟堡和愛爾蘭皇后鎮進行了兩次停靠。由於桅杆瞭望台上的極度寒冷，而且因為強風極易影響視線，總共六名瞭望員每次值班只有兩個小時。在1912年4月14日晚上為止，這次航行都一直平安無事。當晚22時整，弗利特與雷金納德·李爬上桅杆瞭望台，接替另外兩名瞭望員——喬治·湯瑪斯·麥克唐納·西蒙斯和阿奇博·傑威爾（Archibald Jewell）的值班。他們傳達了由二副查爾斯·萊托勒先前給他們的命令：「保持對冰情的敏銳觀察，特別是小冰山和浮冰」。當天夜晚，海面異常平靜而且沒有月亮，由於沒有海浪沖擊冰山底部的浪花和月光反射，因此要提早發現冰山非常困難。
此外，儘管弗利特與他的瞭望員同伴們一再向船副要求提供雙筒望遠鏡，因為他們需要這個工具協助觀察情況。這個問題有時歸因於三個高級船副職位在出航前最後一刻的改變，當時大副臨時換成亨利·魏爾德，因此威廉·默多克和查爾斯·萊托勒的職位往下調整。而試航時負責保管雙筒望遠鏡的二副大衛·布萊爾被船長愛德華·約翰·史密斯的首航團隊排除在外，已經匆忙在南安普敦解職下船了。布萊爾離開之前沒有向任何人提到雙筒望遠鏡的位置，且不小心拿走了裝有雙筒望遠鏡的置物櫃鑰匙。儘管對這場災難進行了調查，但沒有任何明確證據，可以說明為什麼桅杆瞭望台沒有配備雙筒望遠鏡。儘管有許多解釋，例如白星航運的蒸汽輪船瞭望員本來不會特別使用雙筒望遠鏡。此外，一些專家指出，望遠鏡在黑暗中觀察冰山完全沒有效果，只能看見星光和船上的燈光。所以瞭望員即使有了雙筒望遠鏡也無法提前看見冰山。
4月14日23時39分，弗利特首先在鐵達尼號正面的航行路徑上看見了一座冰山，距離僅剩約450米。他搖響了三次瞭望台警鐘（三響代表目前航速上出現障礙物，並存在碰撞威脅），並打電話通知艦橋，這通電話由六副詹姆斯·穆迪接起。弗利特發問：「有人在嗎？」，穆迪回應：「有，你看到什麼了？」，弗利特報告：「冰山，就在正前方！」。穆迪致謝後，立即向值班中的一副威廉·默多克報告此事。船開始朝左轉彎，弗利特和李看到船的右舷與冰山刮擦，也看到冰塊落在甲板上。碰撞冰山後，弗利特和李繼續執行剩下的20分鐘值班時間。

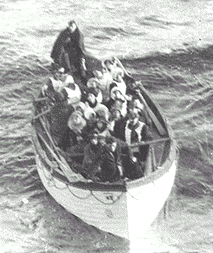
6號救生艇接近卡柏菲亞號；可以看到最前方的弗利特試圖將救生艇綁到吊艇架上。

4月15日0時整，弗利特和李休班，由阿爾弗雷德·法蘭克·伊凡斯和喬治·阿爾弗雷德·霍格（George Alfred Hogg）接班。弗利特休班後，來到小艇甲板上並協助啟用6號救生艇。幾分鐘後，當這艘救生艇已經準備好下水時，二副萊托勒命令舵手羅伯特·希琴斯負責指揮這艘救生艇，然後命令弗利特也坐上去。當他們開始下降時，希琴斯和美國社交名流瑪格麗特·布朗意識到只有兩名船員可以駕駛這艘船，他們倆人和弗利特都要求增派一名船員上去。由於沒有幹練的船員在附近，頭等艙乘客加拿大皇家遊艇俱樂部少校亞瑟·戈弗雷·普烏欽走上前去，表明自己有航海經驗；二副萊托勒說：「如果你的航海經驗足以讓它安全撤離，那就下去吧」，然後命令他爬上一條繩索後跳進救生艇，他成功完成了這項工作。
當6號救生艇遠離沉沒的鐵達尼號後，他們就試圖前往遠處另一艘船，可能是加州人號。希琴斯掌控舵柄，弗利特和普烏欽負責划槳。在這艘救生艇上，希琴斯不斷侮辱普烏欽，因此造成爭吵，包括海倫·邱吉爾·坎迪和瑪格麗特·布朗都在和希琴斯互相爭執是否要划回事故現場拯救落海者。希琴斯警告他們，一旦回去救人，救生艇就會遭大量落海者弄翻。6號救生艇最終於1912年4月15日星期一上午6時到達卡柏菲亞號。
災難發生後，弗利特接受了兩次調查；首先是美國參議院鐵達尼號沉沒調查，然後是英國沉船專員鐵達尼號沉沒調查。在美國時，參議員威廉·阿爾登·史密斯詢問弗利特的過程中，他一再表示，如果他們配備雙筒望遠鏡，災難就不會發生。在英國調查之前，他經歷了長時間的調查，問題經常重複，但他也拒絕回答許多問題。在英國調查中，他回答每一個問題時都很謹慎，但他很願意回答問題。

### 世界大戰和餘生
1912年6月，弗利特在奧林匹克號上服務。但是到了8月，他注意到白星航運以負面方式對待那些從鐵達尼號生還的船員之後，離開了這間公司。在接下來的24年裡，他到不同的航運公司上班，包括聯合城堡航運。在整個第一次世界大戰期間，弗利特都在商船上服役。後來，在1920年代和1930年代初期，他再一次擔任奧林匹克號瞭望員。1917年，弗利特與伊娃·歐內斯汀·梅·勒格羅斯（Eva Ernestine Le Gros）結婚。1918年11月24日，他們的女兒多蘿西·弗雷德里卡·歐內斯汀（Dorothy Frederica Ernestine）出生。當弗利特於1936年退出海事行業時，哈蘭德與沃爾夫造船廠僱用他到該公司位於南安普敦的造船廠當工人。在那裡工作時，他與他的妻子和妻子的兄弟住在一起。之後又到聯合城堡航運擔任岸上糾察長。第二次世界大戰期間，弗利特再次服役。後來，當他即將退休時，他成了一名街頭小販——銷售報紙，經濟陷入困難，他也罹患抑鬱。弗利特與鐵達尼號歷史學會保持聯繫，並經常寫信給他們。

## 自殺身亡
1964年12月28日，聖誕節後不久，弗利特的妻子去世，她的兄弟將他趕出家門。因此，弗利特的抑鬱症狀更加陷入惡性循環。1965年1月10日，他在房子的花園中上吊自殺。弗利特埋葬在南安普敦霍利布魯克公墓的一個貧民墳墓裡。這個墳墓一直沒有標記，直到1993年，鐵達尼號歷史學會發起公眾募款後，為他豎立了一塊帶有鐵達尼號雕刻的墓碑。
2012年，鐵達尼號沉沒事故一百周年紀念時，弗利特的墳墓發生了一起事件，紀念性的百年花圈遭人非法拆除，並用一副雙筒望遠鏡取代，還有一張紙條上寫著「親愛的弗利特，很抱歉過了一百年才來，但遲來總比沒有好！你說如果你有這個（望遠鏡），你就有足夠的時間讓鐵達尼號避開冰山，所以東西替你拿來了！Luv法蘭西斯」。英國鐵達尼號學會對這起事件表示譴責。

## 文化描寫
- 貝爾納·福克斯（英语：Bernard Fox (actor)）（1958年）——《此夜永難忘》（電影）
- 史考特·安德森（英语：Scott Anderson (actor)）（1997年）——《鐵達尼號》（電影）

## 外部連結
- Frederick Fleet Encyclopedia Titanica biography （页面存档备份，存于）
- Frederick Fleet Titanic Pages biography （页面存档备份，存于）
- 在Find a Grave上的弗雷德里克·弗利特